# Ilex montana
Ilex montana är en järneksväxtart som beskrevs av John Torrey och A. Gray. Ilex montana ingår i släktet järnekar, och familjen järneksväxter. Inga underarter finns listade i Catalogue of Life.

## Bildgalleri

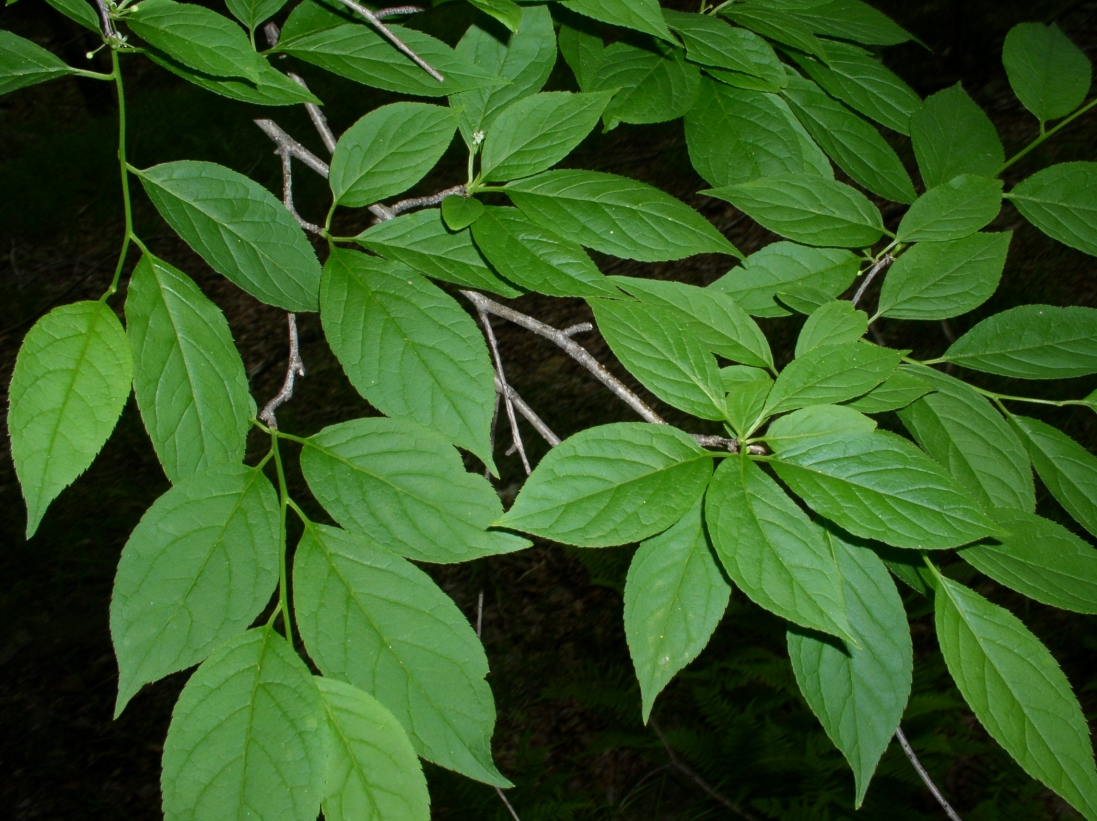
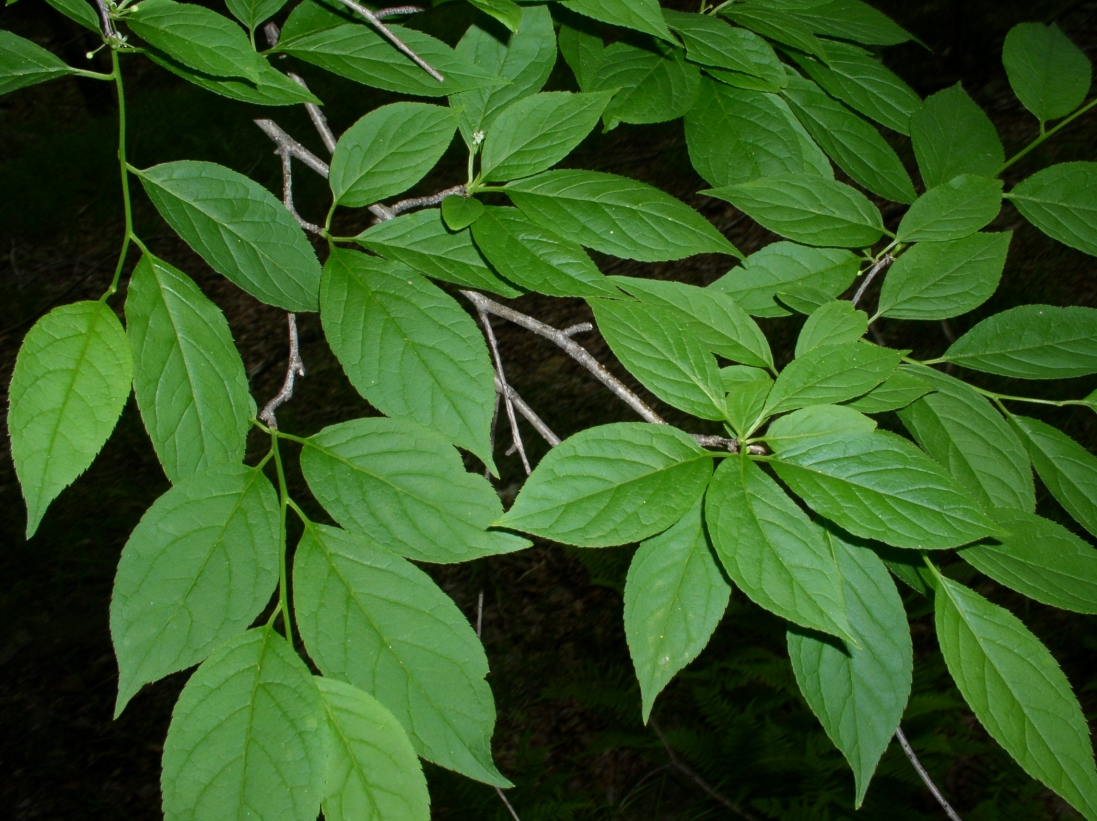